# Toh Lian Han
Toh Lian Han (chinesisch 卓連漢 * 3. Januar 1972 in Singapur) ist ein singapurischer Poolbillardspieler.

## Karriere

### Poolbillard
Ab 2004 nahm Toh Lian Han an der San Miguel Asian 9-Ball Tour teil. Sein bestes Ergebnis bei der Turnierserie erzielte er im April 2005, als er bei dem Turnier in Jakarta den fünften Platz belegte. Im selben Jahr gewann er seine erste Medaille bei den Südostasienspielen. Gemeinsam mit Chan Keng Kwang erreichte er beim 9-Ball-Doppelwettbewerb den dritten Platz. 2006 nahm er erstmals an der 9-Ball-Weltmeisterschaft und schied in der Gruppenphase aus, nachdem er gegen den Südafrikaner Junaine Nicholas gewonnen und gegen Vilmos Földes und Hsia Hui-kai verloren hatte. 2007 schied er erneut in der Vorrunde aus. Wenig später erreichte er bei der All Japan Championship das Achtelfinale. Bei den Südostasienspielen 2007 gewann er gemeinsam mit Chan die Silbermedaille im 9-Ball-Doppel, nachdem sie das Finale gegen die Philippiner Antonio Gabica und Marlon Manalo verloren hatten. 2009 schied Toh bei der 10-Ball-WM sieglos in der Vorrunde aus und gewann bei den Südostasienspielen erneut die Bronzemedaille im 9-Ball-Doppel. Bei den 9-Ball-Weltmeisterschaften 2010 und 2012 folgte erneut das Vorrundenaus. Beim 9-Ball-Wettbewerb der Asian Indoor & Martial Arts Games 2013 erreichte er das Viertelfinale, in dem er mit 8:9 gegen Abdullah Al Yousef verlor. Im September 2013 zog er bei der 9-Ball-WM mit Siegen gegen Giorgio Margola und Jason Klatt erstmals in die Finalrunde ein. Dort besiegte er Bu Hong Kong mit 11:5, bevor er sich in der Runde der letzten 32 dem Taiwaner Hsu Kai-lun mit 9:11 geschlagen geben musste. Anfang 2015 blieb Toh bei der 10-Ball-WM erneut sieglos. Im Juni 2015 gewann er bei den Südostasienspielen seine vierte Medaille, als er gemeinsam mit Aloysius Yapp im 9-Ball-Doppel Dritter wurde. Bei der 9-Ball-WM 2015 erreichte er die Runde der letzten 32, in der er mit 7:11 gegen David Alcaide verlor. Ein Jahr später zog er erneut ins Sechzehntelfinale ein und unterlag dem Indonesier Muhammad Simanjuntak nur knapp mit 10:11.
Beim World Cup of Pool war Toh bislang viermal Teil des singapurischen Teams. Bei seinen ersten vier Teilnahmen bildete er jeweils mit Chan Keng Kwang das Team. Nachdem sie 2006 in der ersten Runde gegen die Amerikaner Earl Strickland und Rodney Morris ausgeschieden waren, erreichten sie 2007 mit Siegen gegen Deutschland (Oliver Ortmann und Christian Reimering) und Österreich (Martin Kempter und Dejan Dabovic) das Viertelfinale, in dem sie mit 5:9 gegen die Japaner Naoyuki Ōi und Satoshi Kawabata verloren. Es war das bislang beste Ergebnis Singapurs beim World Cup of Pool. Im folgenden Jahr war Singapur nicht bei dem Turnier vertreten. 2009 und 2010 schieden Toh und Chan in der ersten Runde aus. 2017 wird Toh gemeinsam mit Aloysius Yapp das singapurische Doppel bilden.
Mit der singapurischen Nationalmannschaft nahm Toh zweimal (2012, 2014) an der Team-Weltmeisterschaft teil und erreichte dabei 2014 das Achtelfinale.

### Snooker
2004 erreichte Toh bei der singapurischen Snooker-Meisterschaft das Halbfinale und schied mit 3:5 gegen Chan Keng Kwang aus.